# Tercer Gobierno de Mólotov
El Tercer Gobierno de Mólotov fue el gabinete de la Unión Soviética establecido el 5 de diciembre de 1936 con Viacheslav Mólotov como jefe de Gobierno, desempeñándose como presidente del Consejo de Comisarios del Pueblo.
Finalizó el 19 de enero de 1938, cuando el Sóviet Supremo de la Unión Soviética aprobó a una nueva composición del Sovnarkom, tras la disolución del Congreso de los Sóviets.

## Composición
| Comisario del Pueblo               | Titular                           | Partido |
| ---------------------------------- | --------------------------------- | ------- |
| Presidente                         | Viacheslav Mólotov                | PCU (b) |
| Administrador de Asuntos           | Iván Miroshnikov (1936-1937)      | PCU (b) |
| Administrador de Asuntos           | Mijaíl Arbuzov (1937)             | PCU (b) |
| Administrador de Asuntos           | Nikolái Petrunichev (1937-1938)   | PCU (b) |
| Vicepresidentes                    | Nikolái Antipov                   | PCU (b) |
| Vicepresidentes                    | Valeri Mezhlauk                   | PCU (b) |
| Vicepresidentes                    | Anastás Mikoyán                   | PCU (b) |
| Vicepresidentes                    | Jānis Rudzutaks                   | PCU (b) |
| Vicepresidentes                    | Vlas Chubar                       | PCU (b) |
| Asuntos Exteriores                 | Máksim Litvínov                   | PCU (b) |
| Defensa                            | Klíment Voroshílov                | PCU (b) |
| Asuntos Navales                    | Piótr Smirnov                     | PCU (b) |
| Comercio Exterior                  | Arkadi Rozengoltz (1936-1937)     | PCU (b) |
| Comercio Exterior                  | Evgeni Chvialev (1937-1938)       | PCU (b) |
| Industria Alimentaria              | Anastás Mikoyán                   | PCU (b) |
| Comercio Interior                  | Izraíl Veytser (1936-1937)        | PCU (b) |
| Comercio Interior                  | Mijaíl Smirnov (1937-1938)        | PCU (b) |
| Ferrocarriles                      | Lázar Kaganóvich (1936-1937)      | PCU (b) |
| Ferrocarriles                      | Alekséi Venediktóvich (1937-1938) | PCU (b) |
| Comunicaciones                     | Guénrij Yagoda (1936-1937)        | PCU (b) |
| Comunicaciones                     | Innocent Jalepski (1937)          | PCU (b) |
| Comunicaciones                     | Matvéi Berman (1937-1938)         | PCU (b) |
| Industria Pesada                   | Sergó Ordzhonikidze (1936-1937)   | PCU (b) |
| Industria Pesada                   | Valeri Mezhlauk (1937)            | PCU (b) |
| Industria Pesada                   | Lázar Kaganóvich (1937-1938)      | PCU (b) |
| Industria Forestal                 | Vladímir Ivánov (1936-1937)       | PCU (b) |
| Industria Forestal                 | Mijaíl Ryzhov (1937-1938)         | PCU (b) |
| Industria Ligera                   | Isidoro Liubimov (1936-1937)      | PCU (b) |
| Industria Ligera                   | Vasili Shestakov (1937-1938)      | PCU (b) |
| Armamento                          | Moiséi Rujimóvich (1936-1937)     | PCU (b) |
| Armamento                          | Mijaíl Kaganóvich (1937-1938)     | PCU (b) |
| Ingeniería Mecánica                | Valeri Mezhlauk (1937)            | PCU (b) |
| Ingeniería Mecánica                | Aleksándr Brushkin (1937-1938)    | PCU (b) |
| Finanzas                           | Grigori Grinko (1936-1937)        | PCU (b) |
| Finanzas                           | Vlas Chubar (1937-1938)           | PCU (b) |
| Agricultura                        | Mijaíl Chernov (1936-1937)        | PCU (b) |
| Agricultura                        | Robert Eije (1937-1938)           | PCU (b) |
| Transporte Fluvial y Marítimo      | Nikolái Pajomov                   | PCU (b) |
| Sovjoses Cerealísticos y Ganaderos | Moiséi Kalmanóvich (1936-1937)    | PCU (b) |
| Sovjoses Cerealísticos y Ganaderos | Nikolái Demchenko (1937)          | PCU (b) |
| Sovjoses Cerealísticos y Ganaderos | Tijón Yurikin (1937-1938)         | PCU (b) |
| Asuntos Internos                   | Nikolái Yezhov                    | PCU (b) |
| Salud                              | Grigori Kaminski (1936-1937)      | PCU (b) |
| Salud                              | Mijaíl Boldirev (1937-1938)       | PCU (b) |
| Justicia                           | Nikolái Krilenko (1936-1937)      | PCU (b) |
| Justicia                           | Nikolái Ryshkov (1937-1938)       | PCU (b) |